# ¡A ver si llego!
¡A ver si llego! fue una serie de televisión producida por Alba Adriática, para Telecinco. Se estrenó el domingo 25 de enero de 2009 en horario de prime time, con doble capítulo.
Se pactaron 13 capítulos de los que se grabaron 10 y solo llegaron a  ver la luz 6. Tras un progresivo descenso de sus índices de audiencia -hasta caer a registros inferiores a la media de la cadena- Telecinco detuvo la grabación de la serie y la retiró de su parrilla, quedando pendientes de estreno cuatro capítulos ya rodados. La primera temporada de ¡A ver si llego! terminó con una media de 2.080.000 de espectadores y un 12,6% de cuota.

## Sinopsis
La serie aborda en clave de humor el impacto de la crisis financiera en las economías domésticas a través de las divertidas situaciones protagonizadas por los propietarios, clientes y vecinos de un mercado de barrio. Un disparatado retrato de la realidad en los tiempos de crisis que corren como hilo conductor; un tradicional mercado de abastos como escenario y un variopinto abanico de personajes como protagonistas son sus ingredientes principales, abordando con humor el difícil reto de llegar a fin de mes.

## Personajes
- Neus Asensi es Amparo

Fría y calculadora, Amparo se vale de su indudable atractivo físico para manipular a los hombres. Casada con el pescadero, ha roto su lazo matrimonial para disfrutar del amor en compañía del vecino de puesto de su marido, Joaquín el frutero. Sin embargo, aunque cree que con su separación se ha quitado un peso de encima, lo cierto es que Amparo disfruta paseándose por el mercado y sacando de quicio a su ex, al que sigue manipulando después de su ruptura.
- Miriam Díaz Aroca es Pepa

Pepa es una carnicera coqueta y pícara con un corazón de oro: a pesar de la crisis, fía a sus clientes. Apasionada por su trabajo, la carnicera de San Cosme no piensa en jubilarse y cree que su puesto es el mejor de toda España. Vecina de puesto del pescadero, Pepa no soporta que su pescado impregne su mercancía con su olor. Sin embargo, a pesar de sus constantes discusiones con Fito, está perdidamente enamorada de él.
- Tina Sainz es Menchu

Clienta habitual del mercado de San Cosme, Menchu en una pensionista muy particular. Con una pensión de 250 €, ha agudizado su ingenio para poder llegar a fin de mes: alquila habitaciones a jóvenes parejas sin piso, prepara cáterings... Moderna, activa e imaginativa, Menchu congenia especialmente con Pepa.
- Agustín Jiménez es Joaquín

Este frutero chapado a la antigua se deja llevar por los deseos de Amparo. Inocente, generoso y con muchas inseguridades, la ex del pescadero hace con él lo que quiere: utiliza su tarjeta de crédito, le saca el dinero que desea... En un pasado, Joaquín fue deportista en su juventud, sin embargo una mala experiencia le hizo dejarlo y le dejó un trauma de por vida.
- Juanma Lara es Fito

Romántico, generoso y bonachón son los adjetivos que mejor definen a Fito, un grandullón que aún cree que puede recuperar a su mujer. Cegado por el amor que siente por Amparo, Fito se deja manipular por su ex, pero no será la única. Bueno donde los haya, el pescadero es exprimido al máximo por su clientela que aprovecha su bondad para llevarse el género y pagarlo al mes siguiente.
- Antonio Velázquez es Mike

Guapo y atractivo, Mike ha conseguido su gran físico gracias su trabajo. Cargar y descargar cajas le ha proporcionado un cuerpo 10 deseado tanto por ellas como por ellos. Mike es capaz de atraer las miradas de todas las clientas y carece de todo prejuicio sexual: le da igual carne que pescado con tal de que el género sea bueno. 
- Manuel Manquiña es Juanma

Es el dueño del bar, el punto de encuentro de la gente del barrio. Juanma es un hombre apasionado del fútbol y los toros. Soltero convencido, no ha contraído matrimonio porque no cree que ninguna de las mujeres que ha pasado por su vida haya estado a la altura de Maradona o Manolete. A pesar de eso, Juanma se muere por los huesos de la carnicera.
- Frank Spano es Francisco

Es el ayudante de Juanma. De procedencia sudamericana, Francisco trabaja a destajo para ahorrar dinero y poder traerse a su mujer y sus tres hijos. Aunque en su país era médico, al llegar a España no pudo escoger por lo que aunque no tiene ni idea de hostelería se ha convertido en camarero. Además de sus funciones detrás de la barra, diagnostica a todos los clientes que llegan con algún tipo de dolencia.
- Fermí Herrero es Fulge

Fulge y Flora son conocidos com los Fefé del mercado, y nadie se explica cómo pueden tener una segunda residencia vendiendo pan y bollería. Padre de dos hijos, Fulge se deja llevar por los deseos de su esposa.
- Inma Ochoa es Flora

Con las ideas claras y harta de levantarse a las tres de la mañana, Flora está deseando deshacerse de la panadería y vivir una vida más tranquila. Cuando reciben la oferta de la inmobiliaria, no lo duda ni un momento: hay que vender.
- Jordi Vilches es Felipe

Con 18 años, Felipe es el listo de la familia de los panaderos. Metido de lleno en el mundo de las nuevas tecnologías, el pequeño del clan de los panaderos sueña con convertirse en el rey Midas de Internet.
- Sara Gómez es Felisa

Con 19 años y un físico de infarto, Felisa sabe explotar su cuerpo al máximo. Apasionada de las minifaldas y los tops, los hombres no son capaces de resistirse a sus encantos. Consciente de ello, Felisa no duda en utilizar sus armas de mujer para conseguir sus propósitos.
- Hugo Kim es Wang

Aunque oficialmente vende flores de forma ambulante, Wang esconde en su furgoneta todo tipo de artículos, incluso ilegales: desde Viagra hasta pequeños electrodomésticos de origen desconocido. Detrás de su aspecto simpático y dicharachero, Wang esconde un fuerte carácter que sale a relucir cuando alguien le enfurece.
- Hugo Salazar es Gonzalo

Guapo, atractivo e inteligente, Gonzalo es un joven estudiante de Derecho que vive con un grupo de estudiantes en el barrio de San Cosme, y que cuenta con la inestimable ayuda de su padre. En las compras es incapaz de distinguir entre un aguacate y un boniato, por lo que todos le venden lo que quieren.
- David Carrillo es Ignacio

Es un estudiante de Periodismo que continuamente hace gala de sus amplios conocimientos sobre la actualidad de la jornada y que imparte charlas a los vendedores del barrio sobre las noticias del día. A pesar de su delgadez y pequeña estatura, es un joven que camina con aires de grandeza y sabe cómo improvisar cualquier negocio y sacar beneficio.
- Silvia Gómez es Nuria

Estudiante de veterinaria, Nuria es una mujer sociable que recoge todos los rumores que lanzan los panaderos. Tiene una fértil imaginación que pone al servicio de sus amigos y compañeros de piso.
- Ana del Arco es Eva

Cliente frecuente del bar, junto a sus compañeros. A sus 21 años, Eva sigue arrastrando el trauma de su obesidad pasada. Actualmente estduia INEF y su odio visceral a la comida le ha llevado a convertirse en una tacaña insufrible que sólo compra productos de oferta.
- Ricard Borrás es el Constructor

Dueño de una constructora, San Cosme es su única oportunidad para salvar su empresa. Su sueño es conseguir que todos los propietarios del mercado vendan sus negocios y construir un centro comercial en la zona que le permita refinanciar la deuda bancaria de su empresa.
- Álvaro Morte es Pablo

Es el hijo del constructor. Él será el encargado de convencer a la hija de los panaderos para llevar a cabo el proyecto inmobiliario de su padre.
- Cristian Bautista es Quique

Uno de los chicos del barrio. Con un toque gamberro, no desaprovecha la oportunidad para meterse en líos. Deslenguado y divertido, el joven es muy popular en el barrio.
- David Ovalle es Pepo

El otro chico del barrio, compinche de Quique en sus travesuras.
- Richard Fabián Allen es Álex

Ayudante de la carnicera.

## Dirección
Los primeros capítulos de la serie eran dirigidos por José Luis Moreno, y los siguientes por el director de cine colombiano Sergio Cabrera. Debido a la cancelación de la serie, los capítulos dirigidos por este último no llegaron a ser emitidos.

## Episodios
| # | Título                                                      | Fecha de emisión      | Espectadores y cuota |
| - | ----------------------------------------------------------- | --------------------- | -------------------- |
| 1 | «A sus puestos, preparados, listos... ya»                   | 25 de enero de 2009   | 3 066 000 (16%)      |
| 2 | «Un voto, dos votos, tres votos»                            | 25 de enero de 2009   | 1 526 000 (15,1%)    |
| 3 | «Guerra en el barrio y una cita a ciegas»                   | 1 de febrero de 2009  | 1 888 000 (10,1%)    |
| 4 | «Adictos al sexo, al juego y al fraude»                     | 8 de febrero de 2009  | 2 203 000 (11,9%)    |
| 5 | «Desde Rusia sin amor»                                      | 15 de febrero de 2009 | 2 325 000 (13,9%)    |
| 6 | «Saliendo del armario atacan los bichos y un nuevo negocio» | 22 de febrero de 2009 | 1 474 000 (8,6%)     |

## Audiencias
En los seis capítulos emitidos la serie obtuvo una audiencia media de 2.080.000 espectadores y 12,6% de share, una cuota de pantalla por debajo de la media de la cadena (que en febrero de 2009 fue del 14,9%).
El episodio más visto fue el primero, el domingo 25 de enero de 2009, con una media de 3.066.00 espectadores y 16% de share. Registró su peor dato con el sexto capítulo, emitido el 22 de febrero de 2009 con 1.474.000 espectadores y una cuota de pantalla del 8,6%, siendo ampliamente superada por el estreno de la serie Doctor Mateo en Antena 3 (4.463.000 espectadores y 26,5% de share). Esto supuso la prematura y definitiva cancelación de la serie.